# Eucalyptus latens
Eucalyptus latens är en myrtenväxtart som beskrevs av Murray Ian Hill Brooker. Eucalyptus latens ingår i släktet Eucalyptus och familjen myrtenväxter. Inga underarter finns listade i Catalogue of Life.